# Yılanlı, Erciş
Yılanlı là một xã thuộc thành phố Erciş, tỉnh Van, Thổ Nhĩ Kỳ. Dân số thời điểm năm 2011 là 269 người.